# Lissonota petiolata
Lissonota petiolata là một loài tò vò trong họ Ichneumonidae.